# Morro São Pedro
O morro São Pedro é o um morro localizado entre os bairros Restinga e Lageado, na Zona Sul de Porto Alegre, Rio Grande do Sul, Brasil. É considerado o segundo ponto mais alto do município com 289 metros de altitude, sendo apenas superado pelo Morro Santana e possui aproximadamente 1800 hectares. No morro está localizada a Unidade de Conservação municipal, Refúgio de Vida Silvestre (REVIS) São Pedro.:33
O morro São Pedro é uma elevação granítica, com 289 metros de altitude máxima e abriga os maiores contínuos de vegetação nativa do município (cerca de 1000 hectares de florestas e 550 hectares de campos). O morro apresenta grandes maciços remanescentes de Mata Atlântica, campos nativos e inúmeras nascentes.:35  As nascentes fazem parte de duas das principais bacias hidrográficas de Porto Alegre, as sub-bacias do Arroio do Salso e Arroio do Lami. O morro também abriga uma rica fauna e flora silvestre, inclusive com a presença de espécies ameaçadas de extinção, como é o caso do bugio-ruivo (Alouatta guariba clamitan) e de felinos silvestres, como o gato-maracaja (Leopardus wiedii), uma espécie endémica exclusiva do Morro São Pedro (Alstroemeria albescens) e ainda forte potencial para novas descobertas científicas.:35

## Presença indígena no Morro São Pedro
O Morro São Pedro é um local com presença e trânsito de grupos indígenas como os grupos que habitam as comunidades presentes na zona de amortecimento da REVIS São Pedro::315
- Guarani-Mbyá[6] que vivem na Tekoá Anhetenguá[7][8].
- Kaingangs[4]:145
- Charruas[4]:146

De acordo com o diagnóstico do meio antrópico, documento anexo ao Plano de Manejo da REVIS São Pedro de 2017, os povos indígenas se mostravam insatisfeitos em relação a restrição de uso dos recursos ambientais no interior do REVIS. Os Guarani-mbyá demandam a demarcação do Morro São Pedro como Terra Indígena, enquanto que os Kaingang não se opõem ao Refúgio da Vida Silvestre desde que possam adentrar seu espaço interno e continuar a fazer uso tradicional de fauna e flora.

## Refúgio de Vida Silvestre (REVIS) São Pedro
Em 2003, a criação de uma unidade de conservação no morro São Pedro foi imposta como compensação ambiental e a Fundação Zoobotânica do Rio Grande do Sul foi contratada para identificar qual seria a área e a categoria de proteção mais adequadas para preservar a fauna e flora. Na ocasião, em 2003, uma parcela da área já vinha sendo protegida por iniciativas como o Espaço de Conservação Econsciência.
Entre 2010 e 2011, foram realizados seminários e reuniões técnicas com pesquisadores das áreas da antropologia e biologia que decidiram pela redução da área da UC e pela recategorização para Refúgio de Vida Silvestre, o qual não exigiria a desapropriação total do território.
Em 2012 e 2013, o processo foi retomado com consulta pública à população afetada, inclusive grupos indígenas locais. Em 2013 foi proposta a criação de duas Unidades de Conservação no morro São Pedro. A ideia era uma Área de Proteção Ambiental (APA), abrangendo mais de 5 mil hectares e, dentro desta, um Refúgio da Vida Silvestre.
Porém ao final do processo de audiências foi criada somente a Unidade de Conservação Refúgio de Vida Silvestre (REVIS) São Pedro. A REVIS foi criada pelo Decreto municipal nº 18.818 de 15 de outubro de 2014 e faz parte do Sistema Municipal de Unidades de Conservação de Porto Alegre (SMUC-POA). Em 2023, para delimitar o território e evitar a caça e a invasão ilegal, uma porção do morro que pertence à REVIS São Pedro foi parcialmente cercada.